# カリフォルニア州森林保護防火局
カリフォルニア州森林保護防火局（カリフォルニアしんりんほごぼうかきょく、California Department of Forestry and Fire Protection）はカリフォルニア州の消防局。
脚注
1. 1 2  CAL FIRE. “CAL FIRE at a Glance”.   CAL FIRE. 2020年3月29日時点のオリジナルよりアーカイブ。2020年3月29日閲覧。